# 250-km-Rennen von Hockenheim 1971

Streckenlayout des Hockenheimring 1971

Das 250-km-Rennen von Hockenheim 1971, auch Preis von Baden-Württemberg und Hessen, Hockenheim, fand am 3. Oktober auf dem Hockenheimring statt und war der siebte und letzte Wertungslauf der Interserie dieses Jahres.

## Das Rennen
Mit dem zweiten Wertungslauf dieses Jahres – das 200-km-Rennen im Sommer gewann Derek Bell in einem McLaren M8E – endete die Interserie-Saison 1971. Das Rennen gewann Brian Redman im BRM P167 mit 7,5-Liter-Chevrolet-Motor. Ein dritter Rang reichte Leo Kinnunen zum Gewinn der Meisterschaft.

## Ergebnisse

### Schlussklassement
| 1                  | + 3.0 | 38 | Sid Taylor Team Castrol | Brian Redman      | BRM P167           | 40 |
| 2                  | + 3.0 | 13 | Gesipa Racing Team      | Michel Weber      | Porsche 917 Spyder | 40 |
| 3                  | + 3.0 | 11 | A.A.W. Racing Team      | Leo Kinnunen      | Porsche 917 Spyder | 39 |
| 4                  | + 3.0 | 1  | Jürgen Neuhaus          | Jürgen Neuhaus    | Porsche 917 Spyder | 39 |
| 5                  | + 3.0 |    | Gelo Racing Team        | Georg Loos        | McLaren M8E        | 38 |
| 6                  | + 3.0 | 2  | Gelo Racing Team        | Franz Pesch       | Ferrari 512M       | 38 |
| 7                  | + 3.0 | 37 | Ecurie Bonnier          | Peter Westbury    | Lola T222          | 37 |
| 8                  | + 3.0 | 25 | Scuderia Brescia Corse  | Marsilio Pasotti  | Ferrari 512M       | 37 |
| 9                  | + 3.0 |    | Reifag Racing Team      | Ernst Kraus       | Porsche 908/02     | 36 |
| 10                 | + 3.0 | 3  | Felder Racing Team      | Helmut Kelleners  | March 717          | 34 |
| 11                 | 3.0   |    | Wicky Racing            | Michel Dupont     | Chevron B19        | 34 |
| 12                 | + 3.0 | 7  | Opposite Lock Club      | Mike Coombe       | Lola T70 Mk.3B GT  | 34 |
| 13                 | 3.0   | 61 | Harald Link             | Harald Link       | Porsche 906        | 33 |
| 14                 | 3.0   |    | Chris Barber Racing     | David Brodie      | Lotus 62           | 33 |
| 15                 | 3.0   |    | Kurt Lotterschmid       | Kurt Lotterschmid | Lotec              | 33 |
| Ausgefallen        |       |    |                         |                   |                    |    |
| 16                 | 3.0   | 32 | Antonio Zadra           | Antonio Zadra     | Lola T212          | 9  |
| 17                 | + 3.0 | 6  | Racing Team VDS         | Teddy Pilette     | McLaren M8E        | 3  |
| 18                 | + 3.0 | 33 | Sid Taylor Team Castrol | Derek Bell        | McLaren M8E        | 3  |
| 19                 | 3.0   |    | Daren Cars Ltd          | Charles Graemiger | Daren Mk.3         |    |
| 20                 | 3.0   |    |                         | Gustav Schlup     | Lola T212          |    |
| 21                 | + 3.0 | 43 | Reifag Racing Team      | Siegfried Rieger  | McLaren M8C        |    |
| 22                 | 3.0   |    | Lehmann Racing          | Walter Lehmann    | Lola T210          |    |
| 23                 | 3.0   | 63 | Kurt Hild               | Kurt Hild         | Porsche 910        |    |
| Nicht gestartet    |       |    |                         |                   |                    |    |
| 24                 | + 3.0 |    | Herbert Müller          | Herbert Müller    | Ferrari 512M       | 1  |
| Nicht qualifiziert |       |    |                         |                   |                    |    |
| 25                 | + 3.0 |    | Stefan Sklenar          | Stefan Sklenar    | Lola T70 Mk.3B GT  | 2  |
| 26                 | 3.0   |    | Brescia Corse           | Franco Berruto    | Porsche 906        | 3  |

1 Motorschaden im Training
2 nicht qualifiziert
3 nicht qualifiziert

### Nur in der Meldeliste
Zu diesem Rennen sind keine weiteren Meldungen bekannt.

### Klassensieger
| Klasse | Fahrer        | Fahrzeug    | Platzierung im Gesamtklassement |
| ------ | ------------- | ----------- | ------------------------------- |
| + 3.0  | Brian Redman  | BRM P167    | Gesamtsieg                      |
| 3.0    | Michel Dupont | Chevron B19 | Rang 11                         |

### Renndaten
- Gemeldet: 26
- Gestartet: 23
- Gewertet: 15
- Rennklassen: 2
- Zuschauer: unbekannt
- Wetter am Renntag: trocken
- Streckenlänge: 6,789 km
- Fahrzeit des Siegerteams: 1:21:00,400 Stunden
- Gesamtrunden des Siegerteams: 40
- Gesamtdistanz des Siegerteams: 270,720 km
- Siegerschnitt: 201,100 km/h
- Pole Position: Brian Redman – BRM P167 (#38) – 1:58,400
- Schnellste Rennrunde: Brian Redman – BRM P167 (#38) – 1:53,300 = 204,850 km/h
- Rennserie: 7. Lauf zur Interserie 1971